# Giełda Papierów Wartościowych w Sarajewie
Giełda Papierów Wartościowych w Sarajewie (bośn. Sarajevska Berza, ang. Sarajevo Stock Exchange – SASE) – giełda papierów wartościowych w Bośni i Hercegowinie, zlokalizowana w stolicy kraju – Sarajewie.